# (37769) 1997 GJ18
1997 GJ18 (asteroide 37769) é um asteroide da cintura principal. Possui uma excentricidade de 0.06503330 e uma inclinação de 22.69903º.
Este asteroide foi descoberto no dia 3 de abril de 1997 por LINEAR em Socorro.